# Torta
Uma torta (português brasileiro) ou tarte (português europeu) é um alimento cozido ao forno, feito com massa de farinha e recheado com ingredientes variados, tanto doces quanto salgados. Os registros mais populares dizem que a torta surgiu na Grécia Antiga, onde era feita como oferenda à deusa Artêmis: a divindade da natureza, das plantações, da caça e da fertilidade, para agradecer a boa colheita ou nascimento de criança.
Existem vários tipos de torta doce, como tortas de Bis, brigadeiro, mirtilo, maçã (ou tarte de maçã, em Portugal), abóbora, amora, pêssego ou limão. Mas também existem tortas salgadas como, de sardinha, carne bovina, frango, camarão e palmito.
Em Portugal, "torta" é um bolo como o bolo de rolo brasileiro. As tortas doces do Brasil são conhecidas como "tartes", em Portugal.